# Hazebrouck
Hazebrouck (flämisch Hazebroek, Aussprache [azbʁuk]) ist eine französische Gemeinde mit 21.785 Einwohnern (Stand: 1. Januar 2022) im Département Nord in der Region Hauts-de-France. Sie gehört zum Arrondissement Dunkerque und ist Verwaltungssitz des Gemeindeverbands Cœur de Flandre Agglo. Das Bureau centralisateur des gleichnamigen Kantons befindet sich in Hazebrouck, deren Bewohner Hazebrouckois und Hazebrouckoises genannt werden.
Die Gemeinde erhielt 2023 die Auszeichnung „Zwei Blumen“, die vom Conseil national des villes et villages fleuris (CNVVF) im Rahmen des jährlichen Wettbewerbs der blumengeschmückten Städte und Dörfer verliehen wird.

## Geografie

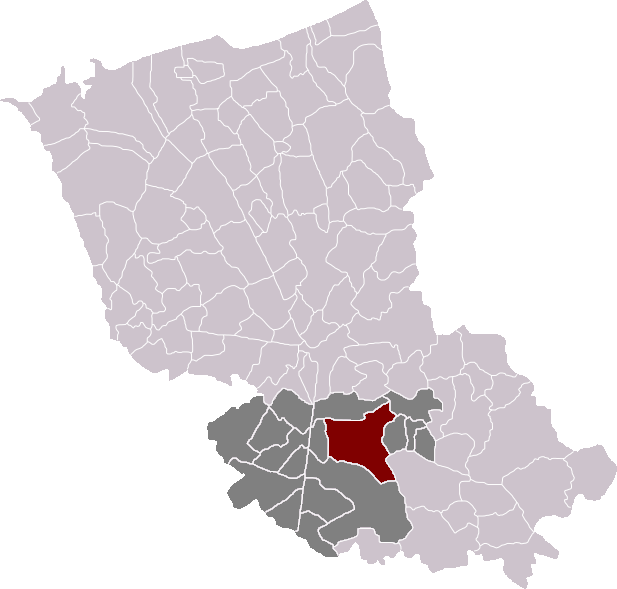
Lage von Hazebrouck im Arrondissement Dunkerque

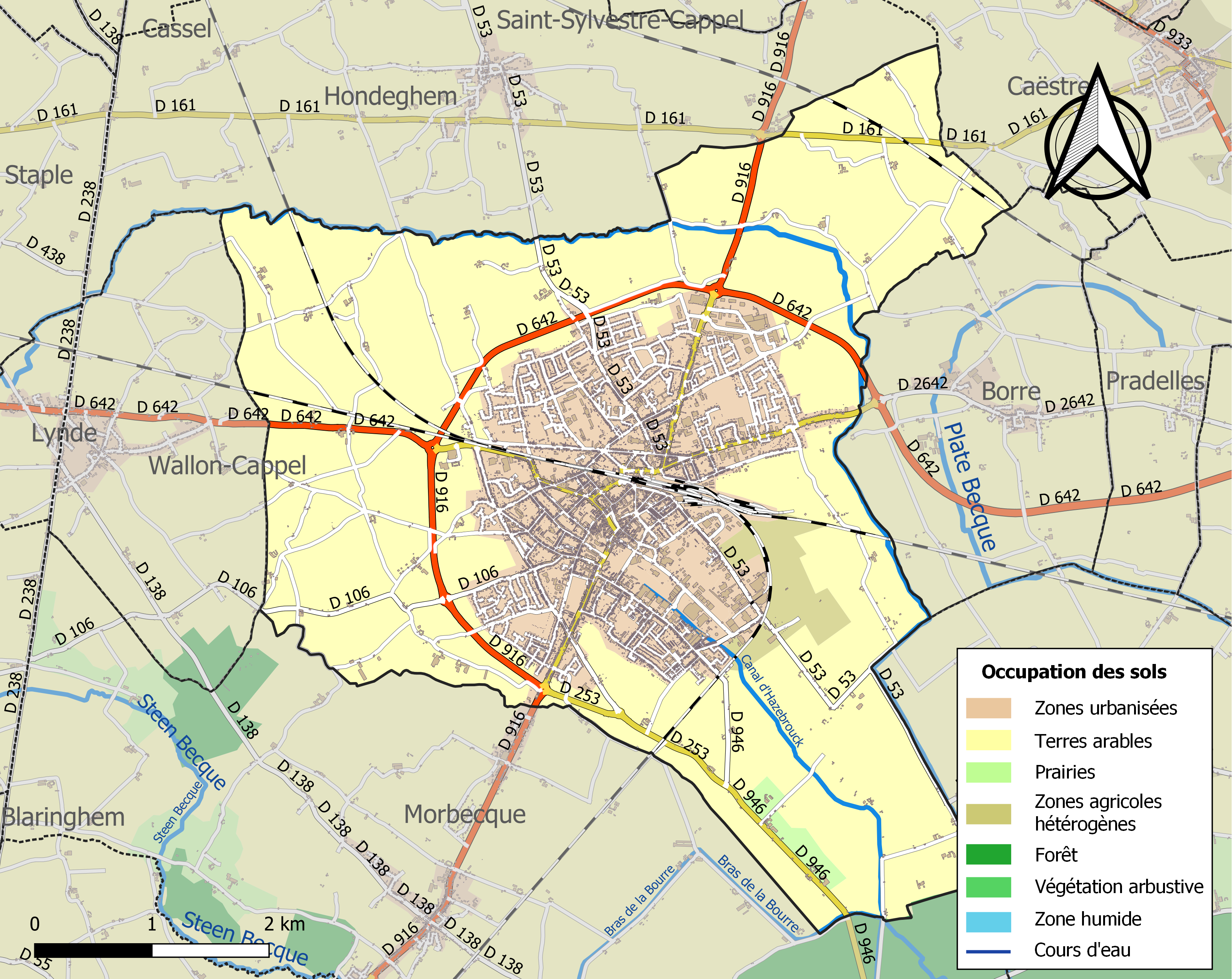
Bodennutzung, Hydrografie und Infrastruktur der Gemeinde (2018)

Hazebrouck liegt in Französisch-Flandern, etwa 37 Kilometer südsüdöstlich von Dünkirchen und etwa 39 Kilometer westnordwestlich von Lille. Die Stadt befindet sich in der Région naturelle Houtland am Fuß der Hügelkette Monts de Flandre. Der Leie-Nebenfluss Bourre begrenzt sie zuerst im Norden, dann durchquert sie das nördliche Gemeindegebiet und begrenzt es im Osten. Außerdem wird Hazebrouck von der Becque de la Bréarde, der Foëne Becque, der Noord Becque, der Dole Becque, dem Canal d’Hazebrouck, dem Ruisseau de Morbecque und verschiedenen kleineren Bächen entwässert. Das Zentrum liegt auf einer Höhe von etwa 25 m. Das Gelände ist generell flach mit einer maximalen Höhe von 66 m im Südwesten und minimalen Höhe von 17 m im Südosten.
Ein Teil des Gebiets von Hazebrouck gehört zu den ZNIEFF-Naturzonen „Bois de la Franque, Bois de la Cruysable et Canton des huit rues“ (310013315) und „La forêt domaniale de Nieppe et ses lisières“ (310013746). Etwa 74 % der Fläche der Gemeinde werden landwirtschaftlich genutzt, etwa 21 % entfallen auf bebaute Flächen, etwa 5 % auf industrielle oder gewerbliche Flächen (Stand: 2018).
Umgeben wird Hazebrouck von den sechs Nachbargemeinden:
|               | Hondeghem                                   | Caëstre       |
| Wallon-Cappel | Kompassrose, die auf Nachbargemeinden zeigt | Borre         |
|               | Morbecque                                   | Vieux-Berquin |

## Klima
|                        | Jan | Feb | Mär  | Apr  | Mai  | Jun  | Jul  | Aug  | Sep  | Okt  | Nov  | Dez |   |      |
| Mittl. Temperatur (°C) | 4,4 | 4,6 | 6,8  | 9,9  | 13,2 | 16,1 | 18,2 | 18   | 15,6 | 12,2 | 8    | 5,1 | ⌀ | 11   |
| Mittl. Tagesmax. (°C)  | 6,7 | 7,5 | 10,4 | 14,1 | 17,1 | 20   | 22   | 21,8 | 19,2 | 15,3 | 10,4 | 7,3 | ⌀ | 14,4 |
| Mittl. Tagesmin. (°C)  | 2,1 | 1,9 | 3,4  | 5,6  | 9,1  | 11,9 | 14,2 | 14,1 | 12   | 9,4  | 5,7  | 2,9 | ⌀ | 7,7  |
|                        |     |     |      |      |      |      |      |      |      |      |      |     |   |      |
| Niederschlag (mm)      | 63  | 53  | 51   | 52   | 64   | 61   | 60   | 70   | 56   | 64   | 69   | 73  | Σ | 736  |
|                        |     |     |      |      |      |      |      |      |      |      |      |     |   |      |
| Sonnenstunden (h/d)    | 3,4 | 4,1 | 5,5  | 7,8  | 8,4  | 8,9  | 9,5  | 8,8  | 6,8  | 5,3  | 3,8  | 3,3 | ⌀ | 6,3  |
|                        |     |     |      |      |      |      |      |      |      |      |      |     |   |      |
| Regentage (d)          | 9   | 8   | 8    | 9    | 9    | 8    | 8    | 8    | 8    | 8    | 10   | 9   | Σ | 102  |
|                        |     |     |      |      |      |      |      |      |      |      |      |     |   |      |
| Luftfeuchtigkeit (%)   | 84  | 81  | 78   | 73   | 74   | 73   | 73   | 74   | 77   | 80   | 86   | 85  | ⌀ | 78,2 |

| 2,1 |

| 1,9 |

| 3,4 |

| 5,6 |

| 9,1 |

| 11,9 |

| 14,2 |

| 14,1 |

| 12 |

| 9,4 |

| 5,7 |

| 2,9 |

| 2,1 |

| 1,9 |

| 3,4 |

| 5,6 |

| 9,1 |

| 11,9 |

| 14,2 |

| 14,1 |

| 12 |

| 9,4 |

| 5,7 |

| 2,9 |

Das Klima ist als Ozeanklima (Cfb-Klima) nach Köppen und Geiger klassifiziert. Es zeichnet sich durch warme Sommer und milde Winter aus. Markante jahreszeitliche Unterschiede bezüglich Temperatur und Niederschläge sind nicht zu verzeichnen. Die Luftfeuchtigkeit ist das ganze Jahr über relativ hoch. Die Angaben von Temperatur, Wassertemperatur, Niederschlag, Regentag und Luftfeuchtigkeit basieren auf Daten von 1991–2021, Sonnenstunden auf Daten von 1999–2019.

## Geschichte
Hazebrouck wurde gegen Ende des ersten Jahrtausends geboren und bedeutet wörtlich Sumpf (brouck, germanisch brōka) mit Hasen (Haze, germanisch hasan). Sein Ortsname hat zweifellos seinen Ursprung darin, dass Mönche zu Beginn des Christentums in der Gegend das Herz eines riesigen Sumpfwaldes rodeten und trockenlegten. Diese Arbeit ermöglichte eine Strukturierung des Ackerbaus und der Viehzucht. Die erste schriftliche Erwähnung „Hasbruc“ stammt aus dem Jahr 1122 unter dem Grafen von Flandern Karl dem Guten. Weitere Formen waren in der Folge: „Hasbruich“ (Mitte 12. Jahrhundert), „Asebroc“ (Mitte 12. Jahrhundert), „Hasabroc“ und „Hasebroch“(1187), „Hasebroc“(1190), „Hasabroec“(1202), „Hasebruec“(1218).
Mitte des 16. Jahrhunderts bescherte König Philipp II. von Spanien der Stadt den ersten wirtschaftlichen Aufschwung, indem er einen Kanal bohrte, der die Expansion der örtlichen Textilindustrie förderte. Drei Jahrhunderte später wird die Eisenbahn die Bedeutung der Stadt stärken, die in den letzten beiden Weltkriegen zu einem begehrten Ziel wurde.
Hazebrouck war ein wichtiger Nachschubposten im Ersten Weltkrieg für die Alliierten. Gegen diese Stadt richtete sich auch die deutsche Frühjahrsoffensive 1918. Den Deutschen gelang es nicht, Hazebrouck einzunehmen, wodurch der Offensivplan nicht erfüllt werden konnte.
Am 30. Dezember 1941 ereignete sich bei Hazebrouck ein schwerer Eisenbahnunfall, bei dem 50 Menschen starben. Am 4. September 1943 wurde der Rangierbahnhof von der alliierten Luftwaffe bombardiert.

## Bevölkerungsentwicklung
| Hazebrouck: Einwohnerzahlen von 1793 bis 2020                                                                              | Hazebrouck: Einwohnerzahlen von 1793 bis 2020 | Hazebrouck: Einwohnerzahlen von 1793 bis 2020 | Hazebrouck: Einwohnerzahlen von 1793 bis 2020 | Hazebrouck: Einwohnerzahlen von 1793 bis 2020 |
| --- | --------------------------------------------- | --------------------------------------------- | --------------------------------------------- | --------------------------------------------- |
| Jahr |                                               |                                               |                                               | Einwohner                                     |
| 1793 | 1793                                          |                                               | 6.304                                         | 6.304                                         |
| 1800 | 1800                                          |                                               | 6.611                                         | 6.611                                         |
| 1806 | 1806                                          |                                               | 7.354                                         | 7.354                                         |
| 1821 | 1821                                          |                                               | 7.384                                         | 7.384                                         |
| 1831 | 1831                                          |                                               | 7.522                                         | 7.522                                         |
| 1836 | 1836                                          |                                               | 7.674                                         | 7.674                                         |
| 1841 | 1841                                          |                                               | 7.574                                         | 7.574                                         |
| 1846 | 1846                                          |                                               | 7.570                                         | 7.570                                         |
| 1851 | 1851                                          |                                               | 7.953                                         | 7.953                                         |
| 1856 | 1856                                          |                                               | 7.892                                         | 7.892                                         |
| 1861 | 1861                                          |                                               | 8.273                                         | 8.273                                         |
| 1866 | 1866                                          |                                               | 9.017                                         | 9.017                                         |
| 1872 | 1872                                          |                                               | 9.435                                         | 9.435                                         |
| 1876 | 1876                                          |                                               | 9.857                                         | 9.857                                         |
| 1881 | 1881                                          |                                               | 10.595                                        | 10.595                                        |
| 1886 | 1886                                          |                                               | 11.332                                        | 11.332                                        |
| 1891 | 1891                                          |                                               | 11.672                                        | 11.672                                        |
| 1896 | 1896                                          |                                               | 12.571                                        | 12.571                                        |
| 1901 | 1901                                          |                                               | 13.261                                        | 13.261                                        |
| 1906 | 1906                                          |                                               | 12.819                                        | 12.819                                        |
| 1911 | 1911                                          |                                               | 12.566                                        | 12.566                                        |
| 1921 | 1921                                          |                                               | 14.584                                        | 14.584                                        |
| 1926 | 1926                                          |                                               | 14.845                                        | 14.845                                        |
| 1931 | 1931                                          |                                               | 14.859                                        | 14.859                                        |
| 1936 | 1936                                          |                                               | 15.462                                        | 15.462                                        |
| 1946 | 1946                                          |                                               | 14.391                                        | 14.391                                        |
| 1954 | 1954                                          |                                               | 15.525                                        | 15.525                                        |
| 1962 | 1962                                          |                                               | 17.446                                        | 17.446                                        |
| 1968 | 1968                                          |                                               | 19.037                                        | 19.037                                        |
| 1975 | 1975                                          |                                               | 19.866                                        | 19.866                                        |
| 1982 | 1982                                          |                                               | 20.008                                        | 20.008                                        |
| 1990 | 1990                                          |                                               | 20.567                                        | 20.567                                        |
| 1999 | 1999                                          |                                               | 21.396                                        | 21.396                                        |
| 2006 | 2006                                          |                                               | 21.101                                        | 21.101                                        |
| 2013 | 2013                                          |                                               | 21.737                                        | 21.737                                        |
| 2020 | 2020                                          |                                               | 21.464                                        | 21.464                                        |
| Quelle(n): EHESS/Cassini bis 1999, INSEE ab 2006 Anmerkung(en): Ab 1962 offizielle Zahlen ohne Einwohner mit Zweitwohnsitz |                                               |                                               |                                               |                                               |

## Sehenswürdigkeiten
- Pfarrkirche Notre-Dame-de-Lourdes aus dem Jahre 1956
- Kirche Saint-Éloi aus dem 15. Jahrhundert, seit 1984 als Monument historique eingeschrieben. Die Kirche birgt zahlreiche Ausstattungsgegenstände, die in der Base Palissy gelistet sind, darunter eine große Anzahl, die als Monument historique der beweglichen Objekte klassifiziert sind.
- Mittelalterliche Erdhügelburg im Weiler Hofland, seit 1979 als Monument historique eingeschrieben

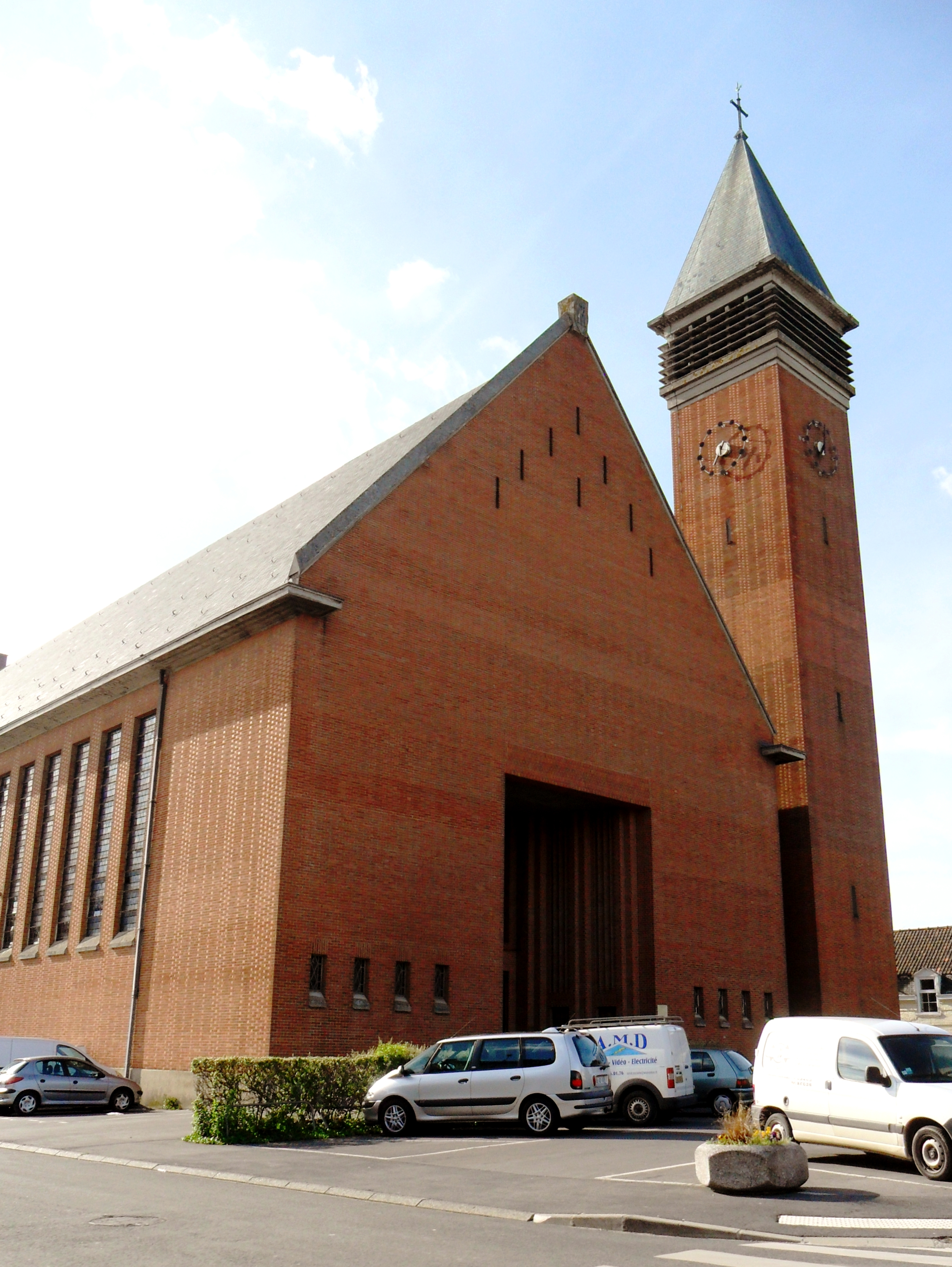
Pfarrkirche Notre-Dame-de-Lourdes
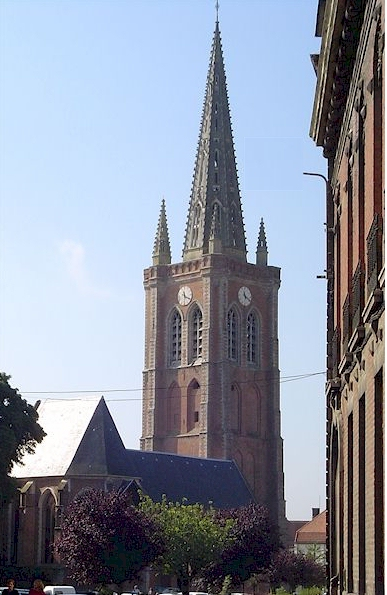
Kirche Saint-Éloi
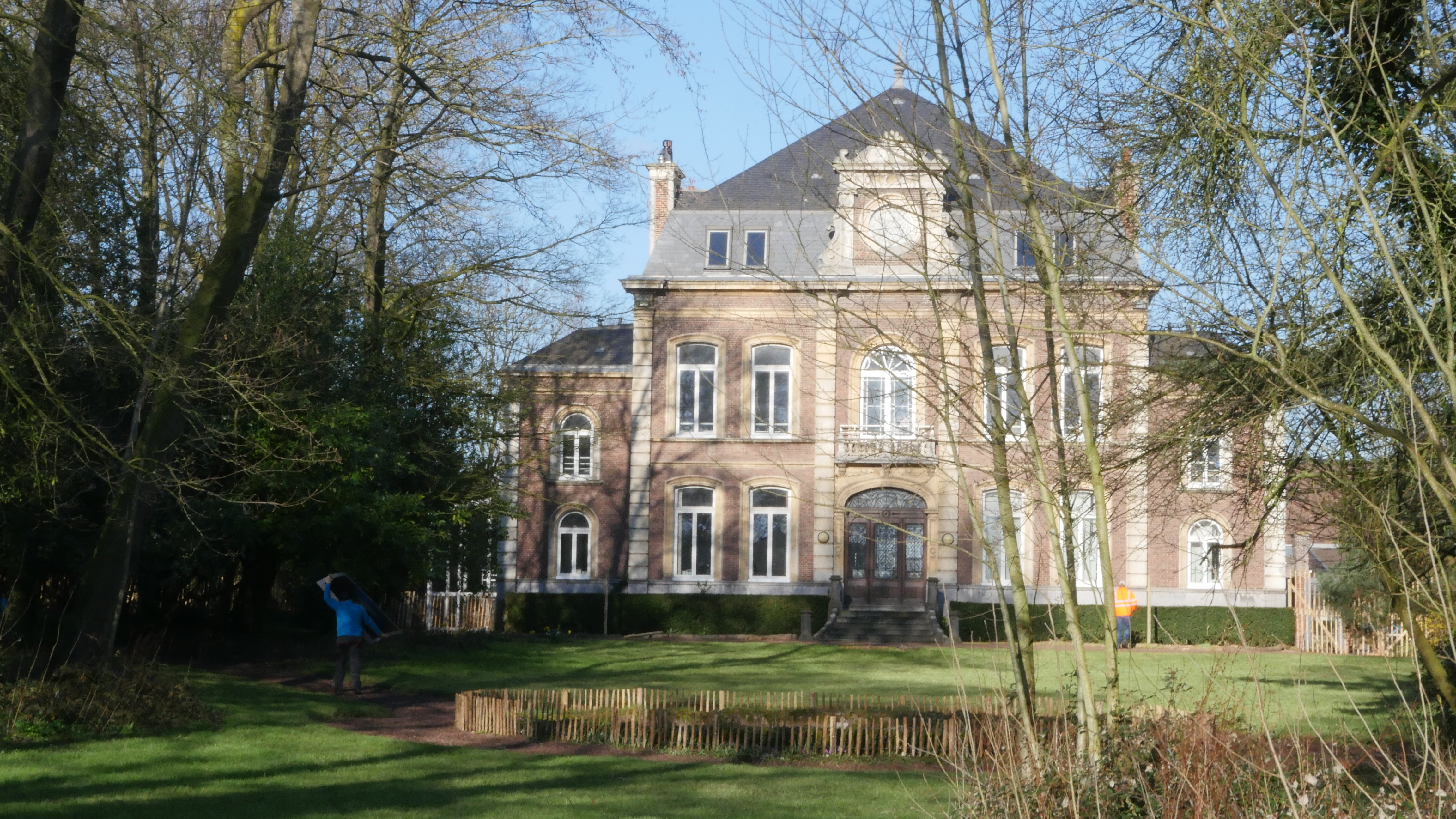
Schloss Orme
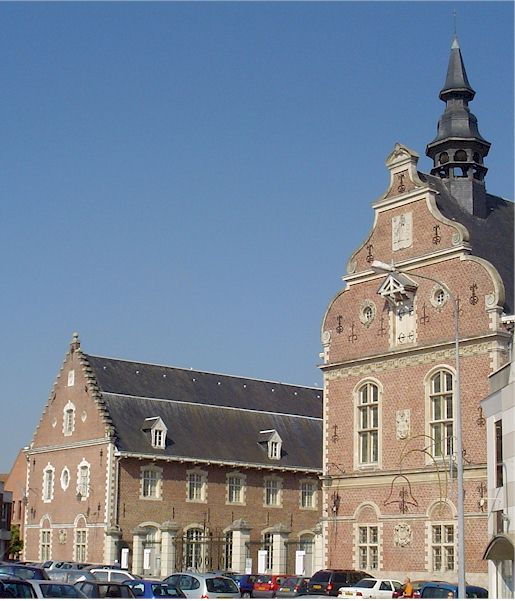
Museum
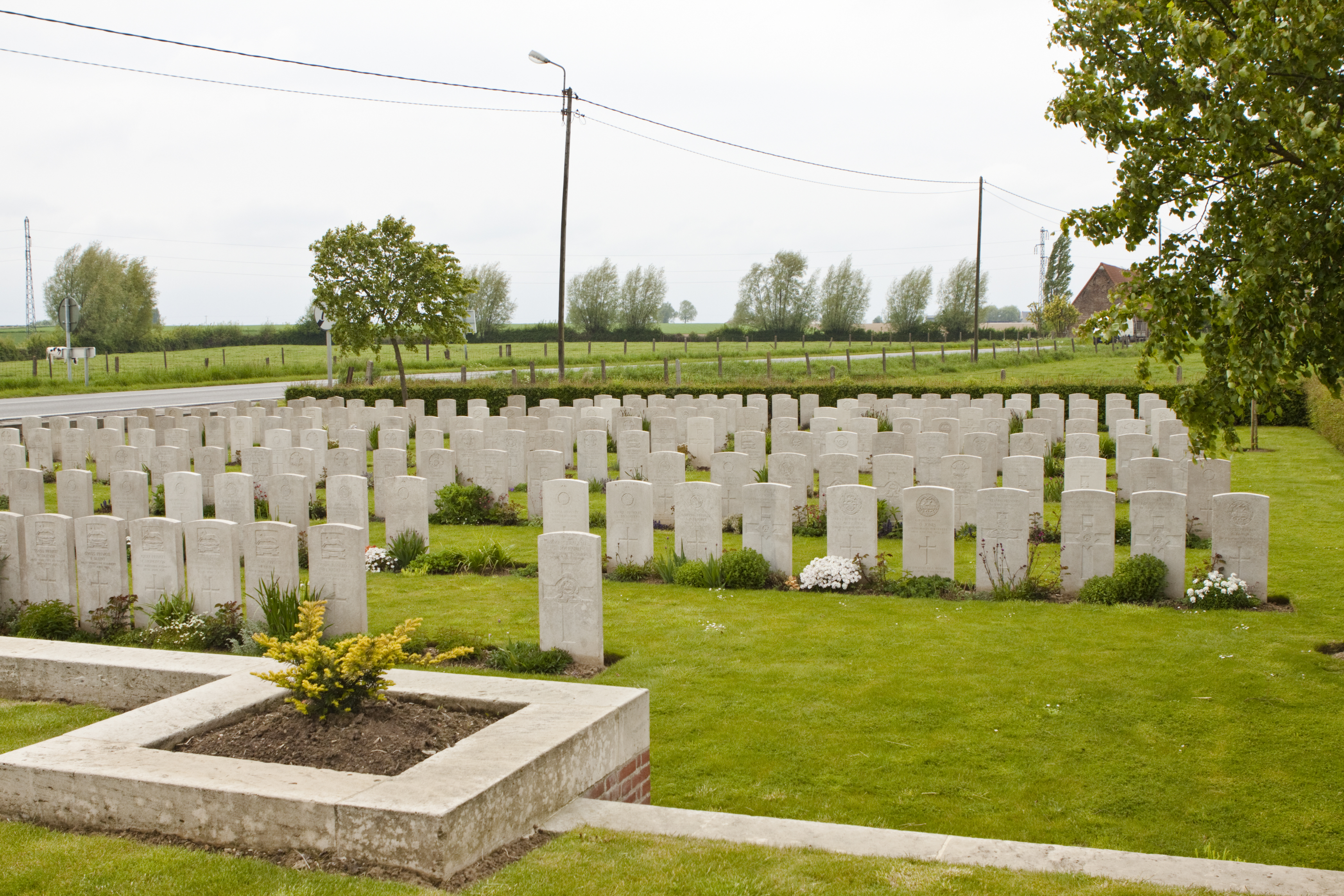
Britischer Soldatenfriedhof

## Wirtschaft
| Unternehmen                 | Branche                                                                    | Umsatz in € |
| --------------------------- | -------------------------------------------------------------------------- | ----------- |
| SDH                         | Supermärkte                                                                | 71.872.278  |
| Bapri                       | Supermärkte                                                                | 18.710.556  |
| Etablissements Louis Spriet | Großhandel mit Sanitär- und Heizungsbedarf                                 | 13.872.789  |
| Serviviande                 | Industrielle Zubereitung von Fleischprodukten                              | 10.485.851  |
| Francepower                 | Großhandel und Lieferung von Einrichtungen für Handel und Dienstleistungen | 5.266.068   |

## Bildung
Die Stadt verfügt über
- zwei öffentliche Vorschulen,
- vier öffentliche und vier private Vor- und Grundschulen (Écoles primaires),
- eine öffentliche Grundschule (École élémentaire),
- drei öffentliche und ein privates Collège und
- zwei öffentliche und vier private Lycées, darunter ein landwirtschaftlich orientiertes.[14]

## Verkehr
Hazebrouck liegt an der Kreuzung zweier ehemaliger Nationalstraßen, die um das Zentrum als Ring geführt werden, die Departementsstraße D 642, die ehemalige Route nationale 42 von Boulogne-sur-Mer nach Lille und die D 916, die ehemalige Route nationale 16 von Sarcelles nach Dünkirchen. Die Departementsstraße D 946 verbindet Hazebrouck mit Estaires.

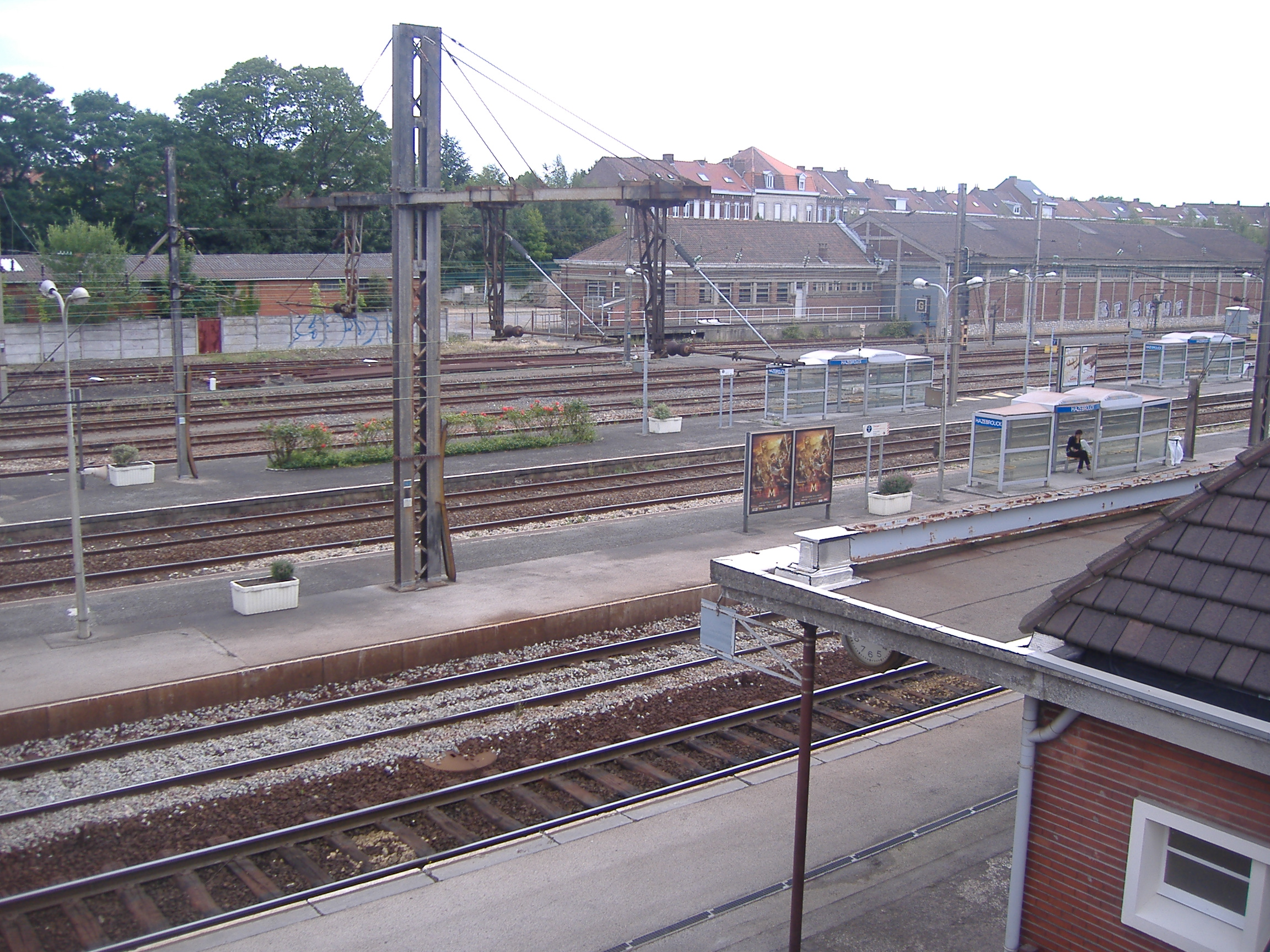
Bahnhof

Die Stadt unterhält eine urbane Buslinie En mobil’haz, deren Busse an Werktagen zweimal durch die Stadt fahren. Neun Buslinien der Transportgesellschaft Arc-en-Ciel des Départements Nord haben ihre Endhaltestelle in Hazebrouck und verbinden die Stadt mit vielen Gemeinden im Arrondissement Dunkerque. Die Verkehrsgesellschaft De Lijn betreibt eine grenzüberschreitende Buslinie von Hazebrouck nach Poperinge in Westflandern.
Im Bahnhof von Hazebrouck treffen die Bahnstrecken Lille–Les Fontinettes und Arras–Dunkerque aufeinander.  Züge von acht Linien der TER Hauts-de-France halten im Bahnhof und verbinden die Stadt mit Calais, Dünkirchen, Arras und Lille. Schnellzüge des Dienstes TGV inOui der SNCF verbinden außerdem Hazebrouck mit dem Bahnhof Paris-Nord und befördern die Fahrgäste in weniger als zwei Stunden von und zur französischen Hauptstadt. Die Eisenbahn-Schnellfahrstrecke LGV Nord von Paris zum Eurotunnel durchquert das nordöstliche Gemeindegebiet auf einem kurzen Abschnitt ohne Haltepunkt.

## Städtepartnerschaften
Hazebrouck unterhält Städtepartnerschaften mit:
- Soignies in Belgien seit 1967
- Faversham im Vereinigten Königreich seit 1961 und
- Porz am Rhein (heute Stadtbezirk von Köln) seit 1955,

außerdem eine Kooperation mit der belgischen Stadt Poperinge.

## Persönlichkeiten
- Hubert Hubert (1882–1914), französischer Turner, geboren in Hazebrouck
- Aimé Maeght (1906–1981), französischer Lithograf, Kunsthändler und Galerist, geboren in Hazebrouck
- Albert Vanhoye (1923–2021), römisch-katholischer Ordenspriester, Kardinal, Theologe und Professor für Exegese des Neuen Testaments am Päpstlichen Bibelinstitut, geboren in Hazebrouck
- François Delecour (* 1962), französischer Rallyefahrer, geboren in Hazebrouck
- David Dewaele (1976–2013), französischer Schauspieler, geboren und gestorben in Hazebrouck
- Amélie Coquet (* 1984), französische Fußballspielerin, geboren in Hazebrouck